# Địa điểm chiến thắng đồi 722
Địa điểm chiến thắng đồi 722 là di tích lịch sử cấp quốc gia của Việt Nam, thuộc xã Đắk Sắk, huyện Đắk Mil, Đắk Nông. Di tích này được công nhận năm 2012.